# Lasiomma longirostre
Lasiomma longirostre är en tvåvingeart som först beskrevs av Stein 1907.  Lasiomma longirostre ingår i släktet Lasiomma och familjen blomsterflugor. Inga underarter finns listade i Catalogue of Life.